# Ramal de Água Vermelha
Ramal de Água Vermelha está situada em São Carlos no estado de São Paulo, Brasil.

## História
O ramal foi construído pela Cia. Paulista e entregue em 1º de abril de 1892, utilizando-se de projeto da Cia. Rio Clarense. Ficava, totalmente em território do município de São Carlos, com 62,976 km de extensão. Foi fechado em fevereiro de 1962 e teve os trilhos erradicados em 1964. E iinha como objetivo, escoar a produção de café e também transporte de deslocamento de pessoas para a cidade.